# Parki narodowe w Boliwii
Na terytorium Boliwii znajduje się 13 parków narodowych (stan na 1 grudnia 2022 roku) zarządzanych przez Krajową Służbę Obszarów Chronionych (SERNAP). Wszystkie mają kategorię IUCN – II (park narodowy). Dzielą się na samodzielne parki narodowe (5), parki narodowe i obszary przyrodnicze zintegrowanego zarządzania (7) oraz park narodowy i terytorium rdzennej ludności (1). Pierwszym parkiem założonym na terenie kraju był Park Narodowy Sajama. Powstał  w 1939 roku.

## Parki narodowe
| Lp. | Zdjęcie | Nazwa parku narodowego                                                         | Rok utworzenia | Powierzchnia (km²) | Departament     | Uwagi                                                         |
| --- | ------- | ------------------------------------------------------------------------------ | -------------- | ------------------ | --------------- | ------------------------------------------------------------- |
| 1   |         | Park Narodowy Carrasco (hiszp. Parque nacional Carrasco)                       | 1991           | 6 226              | Cochabamba      | ostoja ptaków IBA                                             |
| 2   |         | Park Narodowy Noel Kempff Mercado (hiszp. Parque nacional Noel Kempff Mercado) | 1979           | 15 234,46          | Santa Cruz Beni | Lista światowego dziedzictwa UNESCO ostoja ptaków IBA         |
| 3   |         | Park Narodowy Sajama (hiszp. Parque nacional Sajama)                           | 1939           | 949,40             | Oruro           | wstępna lista światowego dziedzictwa UNESCO ostoja ptaków IBA |
| 4   |         | Park Narodowy Torotoro (hiszp. Parque nacional Torotoro)                       | 1989           | 165,7              | Potosi          |                                                               |
| 5   |         | Park Narodowy Tunari (hiszp. Parque nacional Tunari)                           | 1979           | 3 000              | Cochabamba      | ostoja ptaków IBA                                             |

## Parki narodowe i obszary przyrodnicze zintegrowanego zarządzania
| Lp. | Zdjęcie | Nazwa parku narodowego                                                                                        | Rok utworzenia | Powierzchnia (km²) | Departament | Uwagi                                                    |
| --- | ------- | --- | -------------- | ------------------ | ----------- | -------------------------------------------------------- |
| 6   |         | Park Narodowy Aguaragüe (hiszp. Parque nacional y área natural de manejo integrado Aguaragüe)                 | 2000           | 1 083,07           | Tarija      |                                                          |
| 7   |         | Park Narodowy Amboró (hiszp. Parque nacional y área natural de manejo integrado Amboró)                       | 1984           | 6 376              | Santa Cruz  | ostoja ptaków IBA                                        |
| 8   |         | Park Narodowy Cotapata (hiszp. Parque nacional y área natural de manejo integrado Cotapata)                   | 1993           | 400                | La Paz      |                                                          |
| 9   |         | Park Narodowy Kaa Iya (hiszp. Parque nacional y área natural de manejo integrado Kaa Iya)                     | 1995           | 34 411,15          | Santa Cruz  | wpisany na listę konwencji ramsarskiej ostoja ptaków IBA |
| 10  |         | Park Narodowy Madidi (hiszp. Parque nacional y área natural de manejo integrado Madidi Ammi)                  | 1995           | 18 957,5           | La Paz      | ostoja ptaków IBA                                        |
| 11  |         | Park Narodowy Otuquis (hiszp. Parque nacional y área natural de manejo integrado Otuquis)                     | 1997           | 10 059,5           | Santa Cruz  | wpisany na listę konwencji ramsarskiej ostoja ptaków IBA |
| 12  |         | Park Narodowy Serranía del Iñao (hiszp. Parque nacional y área natural de manejo integrado Serranía del Iñao) | 2004           | 2 630,9            | Chuquisaca  |                                                          |

## Park narodowy i terytorium rdzennej ludności
| Lp. | Zdjęcie | Nazwa parku narodowego                                                                   | Rok utworzenia | Powierzchnia (km²) | Departament     | Uwagi             |
| --- | ------- | ---------------------------------------------------------------------------------------- | -------------- | ------------------ | --------------- | ----------------- |
| 13  |         | Park Narodowy Isiboro Sécure (hiszp. Territorio Indígena Parque Nacional Isiboro Sécure) | 1965           | 10 916,56          | Cochabamba Beni | ostoja ptaków IBA |